# Кеджімкуджік (озеро)
Кеджімкуджік (англ. Kejimkujik Lake) — озеро в провінції Нова Шотландія (Канада).
Розташоване в південній частині півострова Нова Шотландія на території національного парку Кеджімкуджік. Південна частина озера розташована в графстві Квінс, північна — в графстві Аннаполіс. Площа озера становить 26,3 км², висота над рівнем моря 90 метрів, коливання рівня озера до одного метра. Площа водозбору 289 км². В перекладі з мови індіанців мікмаків слово Kejimkujik означає «втомлені м'язи». 

## Природа
Озеро мілководне, середня глибина всього 4,4 метра. Натуральні ландшафти по берегах озера — ліси, болота і озера складають 99% всіх ландшафтів, сільськогосподарські угіддя — менше 1%.

## Клімат
Середня температура січня становить −6,4° C, середня температура липня рівна 18,7° C, середньорічна температура +6,3° C. Мінімальна кількість опадів у серпні — 87 мм, максимальне в грудні — 189 мм, середньорічна кількість опадів становить 1447 мм. Озеро вкрите кригою з грудня по квітень.